# Anatoli Dobrodietski
Anatoli Vassilievitch Dobrodietski (en russe : Анатолий Васильевич Добродецкий), est un aviateur soviétique, né le 6 janvier 1923 et décédé le 10 août 1943. Pilote de chasse et As de la Seconde Guerre mondiale, il fut distingué par le titre de Héros de l'Union soviétique.

## Carrière
Né le 6 janvier 1923 à Kharkov, il prit des cours de pilotage à l'aéroclub de sa ville natale dès 1938 et reçut son diplôme de pilote civil, en 1940, à l'âge de 17 ans. Il rejoignit alors les rangs de l'Armée rouge, qui le dirigea sur le collège militaire de l'Air de Tchougouïev, dont il sortit breveté en décembre 1942.
Il fut envoyé sur le front en tant que leitenant (sous-lieutenant) et muté au 297.IAP (régiment de chasse aérienne), alors équipé de chasseur La-5, en juillet 1943, juste à temps pour participer aussitôt à la bataille de Koursk. Au cours de sa très courte carrière, du 15 juillet au 10 août, soit en moins d'un mois, et au cours de vingt-sept missions de guerre, il effectua deux tarans, abordage volontaire d'un appareil adverse en plein vol, les 15 juillet, date de sa première victoire, et le 10 août, lors d'un combat au cours duquel après avoir abattu un premier Bf.109, il en abattit un second par taran, trouvant la mort dans cette action désespérée. Cette dernière mission se déroulait au-dessus de Kharkov.
À titre d'hommage et de reconnaissance, la rue où il avait habité et le collège où il avait étudié (études qu'il avait par ailleurs précocement interrompues) avaient été rebaptisés et portaient son nom.

## Palmarès et décorations

### Tableau de chasse
Anatoli Dobrodietski est crédité de 11 victoires homologuées, dont trois individuelles et huit en coopération, obtenues au cours de vingt-sept missions et onze combats aériens.

### Décorations
- Héros de l'Union soviétique le 4 février 1944[2], à titre posthume ;
- Ordre de Lénine, à titre posthume.